# Zala Kub-10E
Zala Kub-10E (ros. КУБ-10Э) – rosyjska amunicja krążąca opracowana na bazie Zala Kub-BLA z wykorzystaniem doświadczeń z agresji na Ukrainę.

## Historia
Dron został opracowany i jest produkowany przez rosyjską firmę Zala Aero Group, będącą częścią koncernu Kałasznikow. Zala Aero odpowiadało za zaprojektowanie, rozwój i wdrożenie do produkcji całej rodziny amunicji krążącej KUB, na której bazuje najnowszy model oznaczony jako Kub-10E. 
Nowa konstrukcja ma zwiększony zasięg, większą głowicę bojową oraz ulepszone możliwości operacyjne. System wykorzystuje do naprowadzania współrzędne wprowadzane do pamięci oraz dane z systemu nawigacji satelitarnej. Dron ten został zaprezentowany pod koniec 2024 roku i wprowadzony do służby w lutym 2025 roku. Było to poprzedzone testami w warunkach bojowych – w grudniu 2024 r. partia dronów została skierowana do oddziałów walczących w Ukrainie. Dron został zaprezentowany publicznie podczas targów IDEX-2025 w Abu Zabi. 

## Przeznaczenie
KUB-10E jest przeznaczony do precyzyjnego rażenia szerokiego spektrum celów, w tym:
- nieopancerzonych i lekko opancerzonych pojazdów wojskowych,
- transporterów opancerzonych,
- stanowisk dowodzenia,
- elementów systemów obrony powietrznej i przeciwrakietowej,
- obiektów rozpoznania radioelektronicznego i walki elektronicznej,
- składów amunicji i paliw,
- miejsc startu innych bezzałogowych systemów powietrznych,
- samolotów i śmigłowców znajdujących się poza schronami.

## Charakterystyka techniczna
Dron jest zbudowany w układzie samolotu o konstrukcji latającego skrzydła z silnikiem elektrycznym napędzającym śmigło pchające. W konstrukcji drona wykorzystano materiały kompozytowe. Start odbywa się z wykorzystaniem katapulty. Przy projektowaniu konstrukcji zastosowano rozwiązania zmniejszające jego sygnaturę radarową, akustyczną i termiczną. Może być użytkowany w zakresie temperatur od -30° do +40° C i przy wietrze dochodzącym do 15 m/s.
Dron można zaprogramować na niszczenie konkretnego celu, którego współrzędne są wprowadzane do jego pamięci a dolot do celu zapewnia nawigacja satelitarna. Oprogramowanie  maszyny pozwala operatorowi na przerwanie zaprogramowanej trasy i przejęcie pełnej kontroli lotu.